# Dirk Smets
Dirk Smets is een Belgische voormalige taekwondoka.

## Levensloop
Smets behaalde in 1982 brons op de Europees kampioenschap te Rome in de klasse -64kg. Tevens behaalde hij zes Belgische titels. Daarnaast bereikte hij in 1983 de kwartfinales van het wereldkampioenschap te Kopenhagen.
Smets werd in 1984 actief als lesgever bij Taekwondo-club Chon Ji te Oelegem (vanaf 1988 gevestigd te Schilde), een functie die hij uitoefende tot 2006.

## Palmares
- 1982:  Europees kampioenschap -64kg